# Zbigniew Kaliszuk
Zbigniew Kaliszuk (ur. 25 grudnia 1983 w Warszawie) – polski działacz społeczny i publicysta, autor i redaktor książek.

## Życiorys
Ukończył Zarządzanie i Marketing w Szkole Głównej Handlowej w Warszawie. W latach 2006–2010 był liderem Akademickiego Stowarzyszenia Katolickiego Soli Deo. Koordynował różne projekty, w tym "Poruszyć Niebo i Ziemię" – cykl spotkań ze sławnymi osobami na temat Kościoła, wartości i kontrowersyjnych kwestii społecznych, w którym wzięło udział ok. 20 tysięcy studentów. Jest twórcą Katolickiego Latarnika Wyborczego (latarnik.info). Od 2012 roku pełni funkcję redaktora naczelnego gazety „Niecodziennik”.
Został ambasadorem zorganizowanych w Krakowie Światowych Dni Młodzieży 2016.

## Życie prywatne
Jego żoną jest Magdalena Korzekwą-Kaliszuk, prawnik i psycholog.

## Twórczość
Jest autorem książek pt. Katolik frajerem?, Katolik ofiarą? Miłość i cierpienie, Katolik talibem? oraz Laboratorium miłości. Przed ślubem. Książka Katolik frajerem? doczekała się licznych recenzji w prasie i na portalach internetowych oraz w telewizji publicznej. Książka Laboratorium miłości. Przed ślubem otrzymała nagrodę Stowarzyszenia Wydawców Katolickich Feniks 2014 w kategorii książka dla młodzieży.
Poza tym jest autorem ponad 100 artykułów publikowanych na katolickich portalach internetowych.
- Katolik frajerem?, wyd. Wyd. Fronda, 2012
- Katolik ofiarą?: Miłość i cierpienie, wyd. Wyd. Fronda, 2012
- Katolik talibem?, wyd. Wyd. Fronda, 2013
- Laboratorium miłości, wyd. Wyd. Fronda, 2013
- Zmanipulowany umysł, wyd. Wyd. M, 2016